# Gandalu, Chiknayakanhalli
Gandalu là một làng thuộc tehsil Chiknayakanhalli, huyện Tumkur, bang Karnataka, Ấn Độ.